# Isopterygium borrerianum
Isopterygium borrerianum là một loài Rêu trong họ Hypnaceae. Loài này được (Spruce) Lindb. mô tả khoa học đầu tiên năm 1874.